# Consolidated PBY Catalina
PBY «Catalina» (с англ. — «Каталина») — морской патрульный гидросамолёт, летающая лодка-амфибия времён Второй мировой войны, разработана американской фирмой Consolidated Aircraft Corporation (PB — патрульный бомбардировщик, Y — индекс фирмы Консолидейтед). Самый массовый в своём роде — всего было построено более 3 тысяч машин. Самолёт был назван «Каталиной» в честь острова-курорта Санта-Каталина у побережья Калифорнии. Использовался в качестве пассажирского, транспортного, разведывательного, поисково-спасательного, противолодочного и ночного бомбардировщика.
«Каталины» производились всю Вторую мировую войну в нескольких модификациях и активно использовались союзниками на тихоокеанском и европейском ТВД. Строились в США и Канаде в 1930-х и 1940-х годах. Стояли на вооружении до 1982 года (Бразилия). Отдельные экземпляры продолжают эксплуатироваться до сих пор.
В СССР по лицензии была выпущена малая партия. Также к концу войны самолёт поставлялся для ВМФ СССР в рамках военной помощи.

### История
Самолёт создавался для ВМС США в рамках конкурса от 1932 года.
Обозначение «PBY» было определено в соответствии с системой обозначений самолётов ВМС США от 1922 года.
Прототип, вышедший на испытания 28 марта 1935 года, имел наименование XP3Y-1. После выполнения программы войсковых испытаний (точнее, флотских, так как заказчиком выступал военный флот США), самолёт был отправлен назад изготовителю на устранение недостатков. Доработанный самолёт под индексом XPBY-1 совершил первый полёт 19 мая 1936 года. Под этим наименованием самолёт начал поступать на вооружение эскадрильи VP-11F в конце 1936 года.
Первоначальный заказ на изготовление партии самолётов поступил на государственный Военно-морской авиазавод (NAF), город Филадельфия, штат Пеннсильвания. Этот завод после 1922 года специализировался на разработках, доработках и испытаниях авиационной техники для военно-морского флота, так как гражданские подрядчики не в полной мере учитывали требования военных. В цехах NAF была изготовлена партия существенно доработанных самолётов в количестве 156 экземпляров. По принятой системе, вся авиационная продукция завода NAF имела в шифре букву N, поэтому эти самолёты получили аббревиатуру PBN-1 и собственное имя «Nomad».
PBN-1 Nomad в дальнейшем почти все были поставлены в ВМФ СССР (138 машин), остальные использовались для учебных целей.
В 1941 году Великобритания заказала для Королевских ВВС в США партию гидросамолётов PBY. У англичан, в соответствии с их системой обозначений, принято называть гидросамолёты собственными именами по названиям портовых городов. Поэтому для самолёта было придумано имя «Catalina». Название оказалось настолько удачным, что было принято в качестве официального в США в 1942 году. В СССР все модификации PBY также называли Каталинами.
При лицензионном производстве самолёта в Канаде, на заводе фирмы Vickers самолёт имел шифр «PBV», а на канадском филиале фирмы Boeing — «PBB» (PB2B)
В США самолёт имел внутренний военный индекс OA-10. Ночные летающие лодки ВМС США были выкрашены в чёрный цвет и имели неофициальное название «Black Cats» (Чёрные Коты).
Начиная с модели XPBY-5A самолёт оборудуется убираемым в полёте шасси.
Несколько Каталин были доработаны установкой более мощных моторов Wright R-2600 Cyclone 14 и получили название — «Super Catalina».
Первым в серии коммерческих вариантов PBY, построенных Консолидейтед, стал самолет получивший название GUBA. По внутрифирменной классификации модифицированная машина получила обозначение Модель 28-1.

## Производство
|      | 1   | 2  | 3  | 4  | 5  | 6  | 7  | 8  | 9  | 10 | 11 | 12 | Всего |
| ---- | --- | -- | -- | -- | -- | -- | -- | -- | -- | -- | -- | -- | ----- |
| 1940 |     |    |    |    |    |    | 1* |    | 1  | 1  | 6  | 13 | 22    |
| 1941 | 16  | 24 | 18 | 39 | 38 | 39 | 40 | 44 | 42 | 40 | 15 | 40 | 395   |
| 1942 | 58  | 50 | 50 | 61 | 60 | 62 | 63 | 50 | 78 | 67 | 55 | 75 | 729   |
| 1943 | 55  | 65 | 62 | 50 | 57 | 48 | 56 | 62 | 41 | 70 | 78 | 97 | 741   |
| 1944 | 102 | 91 | 76 | 36 | 48 | 43 | 59 | 58 | 56 | 49 | 57 | 52 | 727   |
| 1945 | 37  | 37 | 24 | 26 | 18 | 26 | 35 | 23 | ?  | ?  | ?  | ?  | ?     |

*XPBY-5A

### Основные модификации
- XP3Y-1 — прототип, построен один экземпляр. В дальнейшем переоборудован в тральщик и оснащён мощным генератором магнитного поля. Излучатель магнитного поля представлял собой кольцо диаметром 15 метров.
- XPBY-1 — второй прототип для ВМФ
- PBY-1 (Модель 28-1) — первая серия с моторами R-1830-64, построено 60 шт.
- PBY-2 (Модель 28-2) — вторая производственная серия, изменён состав оборудования. Построено 50 шт.
- PBY-3 (Модель 28-3) — третья производственная серия с моторами R-1830-66 по 1000 л. с., построено 66 шт.
- PBY-4 (Модель 28-4) — серия с моторами R-1830-72 по 1050 л. с., построено 33 шт.
- PBY-5 (Модель 28-5) — построено 683 серийных, плюс один прототип переделан из PBY-4.
- PBY-5A (модель 28-5A) — самолёт-амфибия, оборудован трёхстоечным убираемым шасси, двигатели R-1830-92 по 1200 л. с. Прототип переделан из PBY-4, всего серия из 803 машин. В ВВС США числился под индексом ОА-10. Партия самолётов поставлена в Великобританию под индексом «Catalina IIIA»
- PBY-5R — штабной самолёт
- PBY-6A — серия 175 машин. Оборудованы обзорным локатором. В США именовались как OA-10B. 21 самолёт передан в ВМФ СССР.
- PBY-6AG — один самолёт переоборудован для Береговой охраны США в качестве штабного.
- PB2B-1 — самолёты PBY-5 производства Boeing Canada. Построено 240 экз. Часть поставлена в Великобританию.
- PB2B-2 — самолёты производства Boeing Canada. Построено 67, почти все поставлены в RAF под индексом «Catalina VI».
- PBN-1 Nomad — самолёты, построенные на Naval Aircraft Factory в количестве 155 экз. 138 переданы ВМФ СССР под индексом «КМ-1»
- PBV-1A — самолёты PBY-5A производства канадской фирмы Vickers, построено 380 шт. В ВВС США именовались как ОА-10А, в Королевских ВВС Канады проходили под наименованием «Canso-A».

## Тактико-технические характеристики (PBY-5A)

### Технические характеристики
- Экипаж: 8 человек (командир, пилот, бортмеханик, штурман, бомбардир, два боковых стрелка и носовой стрелок)
- Длина: 19,46 м
- Размах крыла: 31,70 м
- Высота: 6,15 м
- Площадь крыла: 130 м²
- Коэффициент удлинения крыла: 7,73
- Масса пустого: 9485 кг
- Масса снаряжённого: 16066 кг
- Двигатели: 2× поршневых радиальных Pratt & Whitney R-1830-92, по 1200 л. с. (895 кВт) каждый
- Коэффициент лобового сопротивления при нулевой подъёмной силе: 0,0309
- Эквивалентная площадь сопротивления: 4,02 м²

### Лётные характеристики
- Максимальная скорость: 314 км/ч
- Крейсерская скорость: 201 км/ч
- Дальность: 4030 км
- Практический потолок: 4000 м
- Скороподъёмность: 5,1 м/с
- Нагрузка на крыло: 123,6 кг/м²
- Тяговооружённость: 0,112 кВт/кг
- Аэродинамическое качество самолёта: 11,9

### Вооружение
- Пулемётное вооружение:
  - 2 ×7,62 мм пулемёта Browning M1919 (в носовой турели и один в туннельной установке в нижней задней части фюзеляжа)
  - 2 × 12,7 мм пулемёта Browning M2 (по одному с каждой стороны фюзеляжа)
- Бомбовая нагрузка: до 902 кг( четыре глубинные бомбы или две торпеды)

### Боевое применение
Во время операции по перехвату новейшего немецкого линкора «Бисмарк» «Каталина» береговой охраны Королевских ВВС Великобритании 26 мая 1941 года обнаружила линкор, потопивший до этого британский линейный крейсер «Худ» и сумевший оторваться от погони. В ходе последовавших атак «Суордфишей» (торпедоносцев) с авианосца «Арк Ройял» одна из торпед повредила рулевое управление, линкор снизил ход и был потоплен английскими кораблями.

## «Каталины» в СССР
Один самолёт Модели 28-1 GUBA был куплен в 1937 году доктором Ричардом Арчболдом для планировавшейся им экспедиции в труднодоступные районы Новой Гвинеи. Однако летом, во время трансконтинентального перелёта, в Арктике пропал экипаж советского лётчика Леваневского. Правительство СССР подыскивало машину с большой дальностью полёта для проведения спасательной операции, и убедило Арчболда передать машину ему. Во время долгих и безуспешных поисков самолёт пилотировал известный лётчик и исследователь Хьюберт Уилкинс. По завершении операции GUBA осталась в СССР и использовалась вместе с МП-7 в качестве транспортной машины. Самолёт был потерян в годы Второй Мировой войны — 25 июля 1942 года, стоя на якоре, он попал под огонь немецкой субмарины, устроившей налёт на базу на Новой Земле, куда летающая лодка доставила американского военно-морского атташе Самуэля Фрэнкеля.
В конце 1937 года в США были заказаны 3 самолёта Модели 28-2. Один из них был собран и облётан в Сан-Диего, после чего в разобранном виде доставлен в СССР морским путем. Два других были в виде машинокомплектов и предназначались для освоения лицензионного производства в роли эталонов. Собирали машины на строящемся заводе № 31 в Таганроге. Первый ГСТ был собран в мае 1938 года. Второй самолёт собрали в 1939 году. В 1940 году выпустили 22 самолёта, но сдали только 21, поскольку 27 октября один ГСТ при заводском облёте был разбит; 5 из них были выпущены в варианте МП-7. Всего в Таганроге было сделано 19 ГСТ и 5 МП-7. На этом производство закончилось.
К началу ВОВ 7 ГСТ имелось на СФ в составе 118 мрап и 11 ГСТ на ЧФ в составе 80 омраэ.
В ГУ Севморпуть состояло 5 МП-7, включая GUBA, еще один МП-7 принадлежал ГУ Гражданского флота.
По непроверенным данным, один ГСТ в штате 16-го транспортного авиационного отряда Северного флота дожил до конца войны.
По ленд-лизу в 1944-45 гг было поставлено 137 PBN-1 и 48 PBY-6А (возможно, и некоторое количество PBY-5А — 20?), все они документально именовались КМ-1. В послевоенное время на некоторые «Каталины», в связи с невозможностью закупки родных американских двигателей, устанавливали отечественные АШ-82, такие самолёты получили обозначение КМ-2.
Поступление американских летающих лодок на действующие флоты началось летом 1944 года, первоначально на Северный флот через Атлантику, затем на Тихоокеанский через Берингов пролив. Для Черноморского флота и полярной авиации Главсевморпути было выделено 59 машин. Перегонка выполнялась через Бразилию, Марокко, Ирак в Баку, а оттуда в Севастополь. Последняя партия (28 машин) была перегнана в Москву с 23 июня по 21 августа 1945 года.
Самолёты поступали на вооружение в 118-й разведывательный, 44-й, 53-й и 54-й смешанные авиационные полки, а также в 20-ю отдельную авиационную эскадрилью Северного флота, где использовались для воздушной разведки, поиска подводных лодок, а также поисково-спасательных работ. Наиболее известным случаем стало спасение команды и пассажиров с потопленного немецкой подводной лодкой транспорта «Марина Раскова» и экипажей тральщиков Т-114 и Т-118 (всего спасено 73 человека)
В составе Балтийского флота Каталины поступали на вооружение 29-й отдельной авиационной эскадрильи, где использовались преимущественно в качестве поисково-спасательных.
На Чёрном море «Каталины» поступили в 18-ю отдельную авиационную эскадрилью, специализировавшуюся на задачах противолодочной обороны. Самолёты не использовались для поиска ПЛ, но применялись для транспортных перевозок и также в качестве поисково-спасательных.
Всего к 9 мая 1945 года ВВС западных флотов насчитывали 107 PBN-1, что составило 73 % их самолётного парка гидроавиации. Тихоокеанский флот получил к началу войны с Японией 49 PBN-1 и 21 PBY-6A. Новой техникой был полностью переоснащен 16-й разведывательный авиаполк, а 48-й и 117-й полки закончили перевооружение уже после начала боевых действий. Летающие лодки на Дальнем Востоке решали те же задачи, что и на западных театрах.
Летающая лодка «Каталина» по своим лётным характеристикам и, особенно, по бортовому радио- и приборному оборудованию являлась наиболее современным гидросамолётом в советской морской авиации.
«Каталины» использовались на Черноморском флоте СССР вплоть до 1955-56 годов в составе 30-го ОДРАП на аэродроме Саки. Лётчики, летавшие на них, отзывались о технике очень хорошо. Впоследствии самолёты были списаны и разобраны.
Сегодня "Каталину" можно увидеть в Музейном комплексе УГМК.

## Интересные факты
- Член королевской семьи Тонга, барон Ваеа, служил во время Второй мировой войны пилотом на этом самолёте.
- На «Каталине» с бортовым номером W8416/B Г. Гопкинс (личный представитель Рузвельта на переговорах с И. В. Сталиным) 27 июля — 1 августа 1941 года совершил перелёт из шотландского Инвергордона в Архангельск и обратно в Скапа-Флоу[3]. Тёплая одежда, выданная Гопкинсу для полёта, не подошла по размеру. Чтобы взять дополнительное топливо, экипаж сократили до 5 человек, и Гопкинс в полёте выполнял обязанности повара и буфетчика, при этом находясь на месте бортового стрелка. Самолёт должен был выйти к мысу Канин Нос, однако из-за ошибки штурмана прошел севернее до острова Колгуев и повернул в Чёшскую губу, принятую за Двинскую губу Белого моря. Но тут радист услышал слабый сигнал радиомаяка из Архангельска, что позволило благополучно завершить перелёт. Летающая лодка PBY-5A «Catalina», на которой Гопкинс в 22:15 1 августа вылетел из Архангельска, также взяла груз платины, отправляемый в Великобританию в счёт оплаты закупленного вооружения и материалов. Кроме того, Гопкинс вез Ф. Д. Рузвельту письмо от британского посла С. Криппса и его личный подарок президенту — две бутылки водки и 2 кг икры. Когда командир экипажа самолёта лейтенант Дэвид МакКинли сообщил Гопкинсу, что из-за плохой погоды перелёт может быть трудным, тот ответил: «Как бы то не было, всё это покажется лёгким, после того, чем я занимался эти два дня!» После посадки в Скапа-Флоу, Гопкинсу пришлось пересаживаться с самолёта на катер при сильном волнении моря — в итоге он чуть не утонул, но его зацепили багром и вытащили на палубу. В письме начальнику штаба британских ВВС маршалу авиации Ч. Порталу Гопкинс написал: «Хочу в особенности поблагодарить вас за организацию моего полёта в Архангельск. Лучшего не могло и быть. Передайте пожалуйста экипажу, что они замечательно и терпеливо работали. Во всей операции не было ни малейшего сбоя».
- «Каталину» PBY-5A использовала команда Жак-Ива Кусто. На этом самолёте в 1979 году разбился его сын Филипп Кусто, пилотировавший самолёт[4].
- 22 марта 1960 года семья американского бизнесмена Томаса Кендалла совершила посадку на «Каталине» в проливе Эт-Тиран, Саудовская Аравия. Они хотели поужинать, а затем переночевать на берегу Красного моря. Утром следующего дня на них было совершено вооружённое нападение со стороны местных бедуинов. В самолёт попало около 300 пуль. Томас Кендалл и его секретарь получили ранения. Они попытались завести двигатели и взлететь, но, проплыв 800 метров, самолёт ударился о коралловый риф и сел на мель. Пленённых американцев доставили в Джидду, где посол на протяжении нескольких месяцев добивался их освобождения. Впоследствии, когда формальности были улажены, саудовские власти не стали извиняться и отказались выплачивать Кендаллам компенсацию. Гидросамолёт PBY-5A Catalina до сих пор лежит на берегу Красного моря.[5][6][7]

## В компьютерных играх
- Присутствует в игре War Thunder как бомбардировщик первого ранга авиации США, а также в премиумном виде в авиации СССР, Франции и Великобритании;
- В игре Call of Duty: World at War одна из миссий Тихоокеанской кампании проходит на борту Каталины «Чёрной Кошки». В игре в вооружение этого самолёта также входят две 20-мм пушки в носу;
- Присутствует в игре Heroes of the Pacific как бомбардировщик. В игре в вооружение самолёта также входит 75-мм пушка в носу;
- Присутствует в игре Medal of Honor: Pacific Assault;
- Присутствует в игре Enigma: Rising Tide;
- Присутствует в игре: Battlestations Pacific;
- Присутствует в SH3 и SH5 (игры серии Silent Hunter) в качестве противников игрока, сбрасывает глубинные бомбы на подлодку.

### На русском
- Котельников В.Р. Авиационный ленд-лиз. — М.: Фонд «Русские Витязи», 2015. — 368 с. — 1000 экз. — ISBN 985-5-9906036-3-9.
- Почтарёв А. «Каталины» советского флота. // Морской сборник. — 2014. — № 12. — С. 79—87.

### На английском
- (англ.) Creed, Roscoe. PBY: The Catalina Flying Boat. Annapolis, MD: US Naval Institute Press, 1986. ISBN 0-87021-526-4.
- Crocker, Mel. Black Cats and Dumbos: WW II’s Fighting PBYs. Crocker Media Expressions, 2002. ISBN 0-9712901-0-5.
- (англ.) Dorney, Louis B. US Navy PBY Catalina Units of the Pacific War. Botley, Oxford, UK: Osprey Publishing, 2007. ISBN 1-84176-911-8.
- (англ.) Hendrie, Andrew. Flying Cats: The Catalina Aircraft in World War II. Annapolis, MD: US Naval Institute Press, 1988. ISBN 0-87021-213-3.
- (англ.) Kinzey, Bert. PBY Catalina in Detail & Scale. Carrollton, TX: Squadron/Signal Publications, Inc., 2000. ISBN 1-888974-19-2.
- (англ.) Knott, Richard C. Black Cat Raiders of World War II. Annapolis, MD: US Naval Institute Press, 2000. ISBN 1-55750-471-7.
- (англ.) Legg, David. Consolidated PBY Catalina: The Peacetime Record. Annapolis, MD: US Naval Institute Press, 2002. ISBN 1-55750-245-5.
- (англ.) (англ.) Ragnarsson, Ragnar. US Navy PBY Catalina Units of the Atlantic War. Botley, Oxford, UK: Osprey Publishing, 2006. ISBN 1-84176-910-X.
- (англ.) Scarborough, William E. PBY Catalina in Action (Aircraft number 62). Carrollton, TX: Squadron/Signal Publications, Inc., 1983. ISBN 0-89747-149-0.
- (англ.) Scarborough, William E. PBY Catalina — Walk Around. Carrollton, TX: Squadron/Signal Publications, Inc., 1996. ISBN 0-89747-357-4.
- (англ.) Wagner, Ray. The Story of the PBY Catalina (Aero Biographies Volume 1). San Diego, CA: Flight Classics, 1972.